# Pinukpuk
Pinukpuk est une municipalité de la province de Kalinga située au nord de l'île de Luçon, aux Philippines. Lors du recensement de 2020, sa population s'élève à 34 275 habitants.

## Géographie
D'une superficie totale de 743,56 kilomètres carrés, elle est divisée administrativement en 23 barangays : 
- Aciga
- Allaguia
- Ammacian
- Apatan
- Asibanglan
- Ba-ay
- Ballayangon
- Bayao
- Camalog
- Cawagayan
- Dugpa
- Katabbogan
- Limos
- Magaogao
- Malagnat
- Mapaco
- Pakawit
- Pinococ
- Pinukpuk Junction -Center
- Socbot
- Taga (Poblacion)
- Taggay
- Wagud

## Démographie
| 1918 | 1939 | 1948 | 1960 | 1970  | 1975  | 1980  | 1990  | 1995  | 2000  | 2007  | 2010  | 2015  | 2020  |
| ---- | ---- | ---- | ---- | ----- | ----- | ----- | ----- | ----- | ----- | ----- | ----- | ----- | ----- |
| 2397 | 4353 | 4612 | 7030 | 10470 | 11557 | 17362 | 20102 | 23057 | 26130 | 27783 | 29596 | 32026 | 34275 |